# Gaucelmus cavernicola
Gaucelmus cavernicola is een spinnensoort in de taxonomische indeling van de holenspinnen (Nesticidae).
Het dier behoort tot het geslacht Gaucelmus. De wetenschappelijke naam van de soort werd voor het eerst geldig gepubliceerd in 1910 door Alexander Petrunkevitch.